# Mladen Veselinović (1993)
Mladen Veselinović (* 4. ledna 1993) je bosenský fotbalový záložník, který v současné době hostuje v klubu FK Baník Most 1909 z klubu FC Viktoria Plzeň.
Stylem hry je přirovnáván k Chorvatovi Luka Modrićovi.

## Klubová kariéra
V Bosně hrál za druholigový celek FK Sloga Doboj. V létě 2013 přišel do klubu FC Viktoria Plzeň, kterou vedl trenér Pavel Vrba. Zde hrál nejprve v juniorce, ale nastoupil i v osmifinále českého fotbalového poháru proti Domažlicím a ve třech zápasech sezony 2013/14 byl na lavičce A-mužstva.
V červenci 2014 odešel na hostování do FK Baník Most 1909. V srpnu 2014 rozhodl dvěma góly lokální derby proti FK Ústí nad Labem.